# Кирпа, Иван Владимирович
Ива́н Влади́мирович Кирпа́ (6 марта 1978, Рославль, Смоленская область, РСФСР, СССР) — российский боксёр-профессионал, выступавший в полусредней и первой полусредней весовых категориях. В период 1999—2009 провёл на профессиональном ринге 25 боёв, потерпев лишь одно поражение (по очкам). Владел титулами чемпиона России среди профессионалов, чемпиона СНГ и славянских стран по версии WBC. Также известен как тренер по боксу, личный тренер Александра Поветкина.

## Биография
Иван Кирпа родился 6 марта 1978 года в городе Рославле Смоленской области. 

### Любительская карьера
Активно заниматься боксом начал в раннем детстве у тренера Владимира Никонова, тренировался под руководством заслуженного тренера РСФСР Игоря Лебедева. В 1996 и 1997 годах становился чемпионом России среди молодёжи, побеждал на зимнем турнире «Олимпийские надежды», выполнил норматив мастера спорта. Всего в любительском боксе провёл 296 боёв, проиграв из них только 14.

### Профессиональная карьера
На профессиональном уровне дебютировал в феврале 1999 года, в дебютном поединке единогласным решением судей победил соотечественника Евгения Сопитько. В последующих месяцах провёл ещё несколько удачных боёв и в марте 2000 года удостоился права выйти на бой за звание чемпиона России в первом полусреднем весе, а также за вакантный титул чемпиона СНГ и славянских стран по версии Всемирного боксёрского совета — в итоге одержал победу техническим нокаутом в десятом раунде.
В последующие годы Кирпа часто боксировал в Великобритании, в частности в мае 2003 года потерпел первое и единственное в карьере поражение — от британца Брэдли Прайса. Год спустя провёл ещё несколько боёв в России с менее конкурентными соперниками, после чего взял перерыв и долго не выходил на ринг. В 2007 году он вернулся в бокс, в Польше нокаутировал мексиканца Хосе Леонардо Корону, затем съездил в США, где досрочно взял верх над пуэрториканцем Френки Сантосом. 

#### Претендентский бой с Мигелем Анхелем Родригесом
Имея контракт с известным промоутером Доном Кингом, в июле вышел на бой с мексиканцем Мигелем Анхелем Родригесом — в бою разыгрывалось право оспорить титул чемпиона мира в полусреднем весе по версии WBC, и Кирпа получил это право, выиграв единогласным решением судей.

#### Завершение карьеры
Став победителем боя-элиминатора, в 2010 году должен был драться с американским чемпионом Андре Берто, однако незадолго до этого случайно стал участником уличной драки в Рославле, получил серьёзные травмы и вынужден был завершить спортивную карьеру. В общей сложности провёл на профессиональном уровне 25 боёв, одержал 24 победы (в том числе 15 досрочно), потерпел одно поражение.

### Тренерская деятельность
Начиная с 2012 года Иван Кирпа работает тренером по боксу в «Клубе единоборств № 1» в Москве, занимался подготовкой многих талантливых спортсменов, например, под его руководством тренировались боец смешанного стиля Эдуард Вартанян и кикбоксер Энрико Гогохия. В начале 2014 года получил приглашение стать личным тренером известного российского тяжеловеса Александра Поветкина, впоследствии готовил его к боям против Мануэля Чарра, Карлоса Такама, Майка Переса и Мариуша Ваха.